# Шпак родригійський
Шпак родригійський (Necropsar rodericanus) — вид горобцеподібних птахів родини шпакових (Sturnidae). Вид був ендеміком острова Родригес в Індійському океані. Вимер у середині XVIII століття. Відомий з єдиного опису французького моряка та субфосильних решток.

## Історія досліджень
У 1725 році французький мореплавець Жюльєн Таффоре дев'ять місяців перебував на острові Родригес. Про своє дослідження острова він написав звіт «Relation d'île Rodrigue». У доповіді він описав зустрічі з різними місцевими видами, включаючи чорно-білого шпака, який харчувався яйцями та мертвими черепахами. Він заявив, що птах мешкав лише на невеликому острівці Гомбрані. Французький дослідник Франсуа Легуа, який досліджував Родригес з 1691 по 1693 рік і написав про кілька тутешніх видів (його розповідь була опублікована в 1708 році), не мав човна, і тому не міг досліджувати різні острівці, як це робив Таффоре. Ніхто з тих, хто пізніше подорожував на острів, не згадував про птаха. У статті, написаній у 1875 році, британський орнітолог Альфред Ньютон намагався ідентифікувати птаха за описом Таффоре та висунув гіпотезу про те, що він був пов'язаний із вимерлим шпаком реюньйонським (Fregilupus varius), який раніше мешкав на сусідньому острові Реюньйон.
У 1866 та 1871 роках у вапнякових печерах в долині Плейн-Корал на Родригесі виявлено субфосильні рештки шпака. У 1874 році британський натураліст Генрі Слейтер провів там розкопки і знайшов окремі кістки кількох птахів. У 1879 році кістки лягли в основу наукового опису птаха орнітологами Альбертом Гюнтером і Едвардом Ньютоном. Вони назвали птаха Necropsar rodericanus. Гюнтер і Ньютон визначили, що шпак ридригійський був тісно пов'язаний зі шпаком реюньйонським. Завдяки міцному дзьобу вони ідентифікували новий вид з птахом, який згаданий у доповіді Таффоре.
Вимирання виду на острові Родригес, а потім і на його останньому притулку, яким був острів Гомбрані, у 18 столітті, ймовірно, пов'язано з інтродукцією щурів.

## Опис
Шпак родригійський мав довжину 25-30 см. Він мав товстий дзьоб, оперення білого кольору, крила і хвіст частково чорні, дзьоб і ноги жовті. Його поведінка маловідома. Дієта з яєць і мертвих черепах стала можливою завдяки міцності його дзьоба.